# Lijst van Franse ministers van Binnenlandse Zaken
De minister van Binnenlandse Zaken van Frankrijk is een van de belangrijkste ministers in de Franse regering. Hij is verantwoordelijk voor de binnenlandse veiligheid als hoofd van de nationale politie, de gendarmerie, de burgerwacht en het directoraat van staatsveiligheid, alsmede hoofd van de brandweer. De minister van Binnenlandse Zaken gaat ook over het verstrekken van paspoorten en identiteitskaarten en rijbewijzen. Ook is hij verantwoordelijk voor de logistieke en organisatorische kant van verkiezingen.
De huidige minister van Binnenlandse Zaken is Gérald Darmanin.

## Lijst van ministers
| Minister                                               | Begin ambtsperiode | Einde ambtsperiode |
| ------------------------------------------------------ | ------------------ | ------------------ |
| François Emmanuel Guignard                             | 7 augustus 1790    | 25 januari 1791    |
| Claude Antoine Valdec de Lessart                       | 25 januari 1791    | 29 november 1791   |
| Bon-Claude Cahier de Gerville                          | 29 november 1791   | 24 maart 1792      |
| Jean-Marie Roland de la Platière                       | 24 maart 1792      | 13 juni 1792       |
| Jacques Augustin Mourgue                               | 13 juni 1792       | 18 juni 1792       |
| Antoine René de Terrier, markies de Monciel            | 18 juni 1792       | 17 juli 1792       |
| Étienne Louis Hector Dejoly                            | 17 juli 1792       | 21 juli 1792       |
| Clément Felix Champion de Villeneuve                   | 21 juli 1792       | 10 augustus 1792   |
| Jean-Marie Roland de la Platière                       | 10 augustus 1792   | 23 januari 1793    |
| Dominique Joseph Garat                                 | 23 januari 1793    | 20 augustus 1793   |
| Jules François Paré                                    | 20 augustus 1793   | 5 april 1794       |
| Jean Marie Claude Alexandre Goujon                     | 5 april 1794       | 8 april 1794       |
| Martial Joseph Armand Herman                           | 8 april 1794       | 20 april 1794      |
| geen                                                   | 20 april 1794      | 3 november 1795    |
| Pierre Bénézech                                        | 3 november 1795    | 15 juli 1797       |
| Nicolas-Louis François de Neufchâteau                  | 15 juli 1797       | 13 september 1797  |
| François Sébastien Letourneux                          | 13 september 1797  | 17 juni 1798       |
| Nicolas-Louis François de Neufchâteau                  | 17 juni 1798       | 22 juni 1799       |
| Nicolas Marie Quinette                                 | 22 juni 1799       | 10 november 1799   |
| Pierre Simon de Laplace                                | 12 november 1799   | 25 december 1799   |
| Lucien Bonaparte                                       | 25 december 1799   | 7 november 1800    |
| Jean-Antoine Chaptal                                   | 7 november 1800    | 7 augustus 1804    |
| Jean-Baptiste Nompère de Champagny                     | 7 augustus 1804    | 9 augustus 1807    |
| Emmanuel Crétet, graaf de Champmol                     | 9 augustus 1807    | 29 juni 1809       |
| Joseph Fouché, hertog d'Otrante                        | 29 juni 1809       | 1 oktober 1809     |
| Jean-Pierre Bachasson, graaf de Montalivet             | 1 oktober 1809     | 1 april 1814       |
| Jacques, graaf Beugnot                                 | 3 april 1814       | 13 mei 1814        |
| François Xavier de Montesquiou-Fezensac                | 13 mei 1814        | 20 maart 1815      |
| Lazare, graaf Carnot                                   | 20 maart 1815      | 22 juni 1815       |
| Claude Carnot-Feulin                                   | 22 juni 1815       | 7 juli 1815        |
| Étienne-Denis, baron Pasquier                          | 7 juli 1815        | 26 september 1815  |
| Vincent-Marie Viénot, graaf de Vaublanc                | 26 september 1815  | 7 mei 1816         |
| Joseph, burggraaf Lainé                                | 7 mei 1816         | 29 december 1818   |
| Élie, graaf Decazes                                    | 29 december 1818   | 20 februari 1820   |
| Joseph-Jérôme, graaf Siméon                            | 20 februari 1820   | 14 december 1821   |
| Jacques Joseph Guillaume Pierre, graaf de Corbière     | 14 december 1821   | 4 januari 1828     |
| Jean-Baptiste Gay, burggraaf de Martignac              | 4 januari 1828     | 8 augustus 1829    |
| François Régis de La Bourdonnaye, graaf de La Bretèche | 8 augustus 1829    | 18 november 1829   |
| Gullaume Isidore, graaf de Montbel                     | 18 november 1829   | 19 mei 1830        |
| Charles Ignace, graaf de Peyronnet                     | 19 mei 1830        | 31 juli 1830       |
| Victor, hertog de Broglie                              | 31 juli 1830       | 1 augustus 1830    |
| François Guizot                                        | 1 augustus 1830    | 2 november 1830    |
| Marthe Camille Bachasson, graaf de Montalivet          | 2 november 1830    | 13 maart 1831      |
| Casimir Pierre Périer                                  | 13 maart 1831      | 27 april 1832      |
| Marthe Camille Bachasson, graaf de Montalivet          | 27 april 1832      | 11 oktober 1832    |
| Adolphe Thiers                                         | 11 oktober 1832    | 31 december 1832   |
| Antoine, graaf d'Argout                                | 31 december 1832   | 4 april 1834       |
| Adolphe Thiers                                         | 4 april 1834       | 10 november 1834   |
| Hugues Bernard Maret, graaf de Bassano                 | 10 november 1834   | 18 november 1834   |
| Adolphe Thiers                                         | 18 november 1834   | 22 februari 1836   |
| Marthe Camille Bachasson, graaf de Montalivet          | 22 februari 1836   | 6 september 1836   |
| Adrien de Gasparin                                     | 6 september 1836   | 15 april 1837      |
| Marthe Camille Bachasson, graaf de Montalivet          | 15 april 1837      | 31 maart 1839      |
| Adrien de Gasparin                                     | 31 maart 1839      | 12 mei 1839        |
| Charles Marie Tanneguy Duchâtel                        | 12 mei 1839        | 1 maart 1840       |
| Charles de Rémusat                                     | 1 maart 1840       | 29 oktober 1840    |
| Charles Marie Tanneguy Duchâtel                        | 29 oktober 1840    | 24 februari 1848   |
| Alexandre Ledru-Rollin                                 | 24 februari 1848   | 11 mei 1848        |
| Adrien Recurt                                          | 11 mei 1848        | 28 juni 1848       |
| Antoine Sénard                                         | 28 juni 1848       | 13 oktober 1848    |
| Jules Armand Dufaure                                   | 13 oktober 1848    | 20 december 1848   |
| Léon de Malleville                                     | 20 december 1848   | 29 december 1848   |
| Léon Faucher                                           | 29 december 1848   | 2 juni 1849        |
| Jules Armand Dufaure                                   | 2 juni 1849        | 31 oktober 1849    |
| Ferdinand Barrot                                       | 31 oktober 1849    | 15 maart 1850      |
| Jules Baroche                                          | 15 maart 1850      | 24 januari 1851    |
| Claude-Marius Vaïsse                                   | 24 januari 1851    | 10 april 1851      |
| Léon Faucher                                           | 10 april 1851      | 26 oktober 1851    |
| René de Thorigny                                       | 26 oktober 1851    | 2 december 1851    |
| Charles Auguste, hertog de Morny                       | 2 december 1851    | 22 januari 1852    |
| Victor de Persigny                                     | 22 januari 1852    | 23 juni 1854       |
| Adolphe Billault                                       | 23 juni 1854       | 7 februari 1858    |
| Charles-Marie-Esprit Espinasse                         | 7 februari 1858    | 14 juni 1858       |
| Claude Delangle                                        | 14 juni 1858       | 5 mei 1859         |
| Louis Arrighi de Casanova                              | 5 mei 1859         | 1 november 1859    |
| Adolphe Billault                                       | 1 november 1859    | 5 december 1860    |
| Victor de Persigny                                     | 5 december 1860    | 23 juni 1863       |
| Paul Boudet                                            | 23 juni 1863       | 28 maart 1865      |
| Charles de La Valette                                  | 28 maart 1865      | 13 november 1867   |
| Ernest Pinard                                          | 13 november 1867   | 17 december 1868   |
| Adolphe de Forcade Laroquette                          | 17 december 1868   | 2 januari 1870     |
| Eugène Chevandier de Valdrôme                          | 2 januari 1870     | 18 augustus 1870   |
| Henri Chevreau                                         | 18 augustus 1870   | 4 september 1870   |
| Léon Gambetta                                          | 4 september 1870   | 6 februari 1871    |
| Emmanuel Arago                                         | 6 februari 1871    | 19 februari 1871   |
| Ernest Picard                                          | 19 februari 1871   | 5 juni 1871        |
| Félix Lambrecht                                        | 5 juni 1871        | 8 oktober 1871     |
| Auguste Casimir-Perier                                 | 11 oktober 1871    | 6 februari 1872    |
| Victor Lefranc                                         | 6 februari 1872    | 7 december 1872    |
| Eugène de Goulard                                      | 7 december 1872    | 18 mei 1873        |
| Auguste Casimir-Perier                                 | 18 mei 1873        | 25 mei 1873        |
| Charles Beulé                                          | 25 mei 1873        | 26 november 1873   |
| Albert, hertog de Broglie                              | 26 november 1873   | 22 mei 1874        |
| Oscar Bardi de Fourtou                                 | 22 mei 1874        | 20 juli 1874       |
| François, baron de Chabaud-Latour                      | 20 juli 1874       | 10 maart 1875      |
| Louis Buffet                                           | 10 maart 1875      | 23 februari 1876   |
| Jules Armand Dufaure                                   | 23 februari 1876   | 9 maart 1876       |
| Amable Ricard                                          | 9 maart 1876       | 11 mei 1876        |
| Émile de Marcère                                       | 15 mei 1876        | 12 december 1876   |
| Jules Simon                                            | 12 december 1876   | 17 mei 1877        |
| Oscar Bardi de Fourtou                                 | 17 mei 1877        | 23 november 1877   |
| Charles Welche                                         | 23 november 1877   | 13 december 1877   |
| Émile de Marcère                                       | 13 december 1877   | 4 maart 1879       |
| Charles Lepère                                         | 4 maart 1879       | 17 mei 1880        |
| Ernest Constans                                        | 17 mei 1880        | 14 november 1881   |
| René Waldeck-Rousseau                                  | 14 november 1881   | 30 januari 1882    |
| René Goblet                                            | 30 januari 1882    | 7 augustus 1882    |
| Armand Fallières                                       | 7 augustus 1882    | 21 februari 1883   |
| René Waldeck-Rousseau                                  | 21 februari 1883   | 6 april 1885       |
| François Allain-Targé                                  | 6 april 1885       | 7 januari 1886     |
| Ferdinand Sarrien                                      | 7 januari 1886     | 11 december 1886   |
| René Goblet                                            | 11 december 1886   | 30 mei 1877        |
| Armand Fallières                                       | 30 mei 1887        | 12 december 1887   |
| Ferdinand Sarrien                                      | 12 december 1887   | 3 april 1888       |
| Charles Floquet                                        | 3 april 1888       | 22 februari 1889   |
| Ernest Constans                                        | 22 februari 1889   | 1 maart 1890       |
| Léon Bourgeois                                         | 1 maart 1890       | 17 maart 1890      |
| Ernest Constans                                        | 17 maart 1890      | 27 februari 1892   |
| Émile Loubet                                           | 27 februari 1892   | 11 januari 1893    |
| Alexandre Ribot                                        | 11 januari 1893    | 4 april 1893       |
| Charles Dupuy                                          | 4 april 1893       | 3 december 1893    |
| David Raynal                                           | 3 december 1893    | 30 mei 1894        |
| Charles Dupuy                                          | 30 mei 1894        | 26 januari 1895    |
| Georges Leygues                                        | 26 januari 1895    | 1 november 1895    |
| Léon Bourgeois                                         | 1 november 1895    | 28 maart 1896      |
| Ferdinand Sarrien                                      | 30 maart 1896      | 29 april 1896      |
| Louis Barthou                                          | 29 april 1896      | 28 juni 1898       |
| Henri Brisson                                          | 28 juni 1898       | 1 november 1898    |
| Charles Dupuy                                          | 1 november 1898    | 22 juni 1899       |
| René Waldeck-Rousseau                                  | 22 juni 1899       | 7 juni 1902        |
| Émile Combes                                           | 7 juni 1902        | 24 januari 1905    |
| Eugène Étienne                                         | 24 januari 1905    | 12 november 1905   |
| Fernand Dubief                                         | 12 november 1905   | 14 maart 1906      |
| Georges Clemenceau                                     | 14 maart 1906      | 24 juli 1909       |
| Aristide Briand                                        | 24 juli 1909       | 2 maart 1911       |
| Ernest Monis                                           | 2 maart 1911       | 27 juni 1911       |
| Joseph Caillaux                                        | 27 juni 1911       | 14 januari 1912    |
| Théodore Steeg                                         | 14 januari 1912    | 21 januari 1913    |
| Aristide Briand                                        | 21 januari 1913    | 22 maart 1913      |
| Louis Lucien Klotz                                     | 22 maart 1913      | 9 december 1913    |
| René Renoult                                           | 9 december 1913    | 17 maart 1914      |
| Louis Malvy                                            | 17 maart 1914      | 9 juni 1914        |
| Paul Peytral                                           | 9 juni 1914        | 13 juni 1914       |
| Louis Malvy                                            | 13 juni 1914       | 31 augustus 1917   |
| Théodore Steeg                                         | 1 september 1917   | 16 november 1917   |
| Jules Pams                                             | 16 november 1917   | 20 januari 1920    |
| Théodore Steeg                                         | 20 januari 1920    | 16 januari 1921    |
| Pierre Marraud                                         | 16 januari 1921    | 15 januari 1922    |
| Maurice Maunoury                                       | 15 januari 1922    | 29 maart 1924      |
| Justin de Selves                                       | 29 maart 1924      | 14 juni 1924       |
| Camille Chautemps                                      | 14 juni 1924       | 17 april 1925      |
| Abraham Schrameck                                      | 17 april 1925      | 22 november 1925   |
| Camille Chautemps                                      | 28 november 1925   | 9 maart 1926       |
| Louis Malvy                                            | 9 maart 1926       | 10 april 1926      |
| Jean Durand                                            | 10 april 1926      | 19 juli 1926       |
| Camille Chautemps                                      | 19 juli 1926       | 23 juli 1926       |
| Albert Sarraut                                         | 23 juli 1926       | 11 november 1928   |
| André Tardieu                                          | 11 november 1928   | 21 februari 1930   |
| Camille Chautemps                                      | 21 februari 1930   | 2 maart 1930       |
| André Tardieu                                          | 2 maart 1930       | 13 december 1930   |
| Georges Leygues                                        | 13 december 1930   | 27 januari 1931    |
| Pierre Laval                                           | 27 januari 1931    | 14 januari 1932    |
| Pierre Cathala                                         | 14 januari 1932    | 20 februari 1932   |
| Albert Mahieu                                          | 20 februari 1932   | 3 juni 1932        |
| Camille Chautemps                                      | 3 juni 1932        | 30 januari 1934    |
| Eugène Frot                                            | 30 januari 1934    | 9 februari 1934    |
| Albert Sarraut                                         | 9 februari 1934    | 13 oktober 1934    |
| Paul Marchandeau                                       | 13 oktober 1934    | 8 november 1934    |
| Marcel Régnier                                         | 8 november 1934    | 1 juni 1935        |
| Fernand Bouisson                                       | 1 juni 1935        | 7 juni 1935        |
| Joseph Paganon                                         | 7 juni 1935        | 24 januari 1936    |
| Albert Sarraut                                         | 24 januari 1936    | 4 juni 1936        |
| Roger Salengro                                         | 4 juni 1936        | 18 november 1936   |
| Marx Dormoy                                            | 24 november 1936   | 18 januari 1938    |
| Albert Sarraut                                         | 18 januari 1938    | 13 maart 1938      |
| Marx Dormoy                                            | 13 maart 1938      | 10 april 1938      |
| Albert Sarraut                                         | 10 april 1938      | 21 maart 1940      |
| Henri Roy                                              | 21 maart 1940      | 18 mei 1940        |
| Georges Mandel                                         | 18 mei 1940        | 16 juni 1940       |
| Charles Pomaret                                        | 16 juni 1940       | 26 juni 1940       |
| Adrien Marquet                                         | 27 juni 1940       | 6 september 1940   |
| Marcel Peyrouton                                       | 6 september 1940   | 14 februari 1941   |
| François Darlan                                        | 14 februari 1941   | 18 juli 1941       |
| Pierre Pucheu                                          | 18 juli 1941       | 18 april 1942      |
| Pierre Laval                                           | 18 april 1942      | 19 augustus 1944   |
| Vrije Franse Commissarissen                            |                    |                    |
| André Diethelm                                         | 24 september 1941  | 28 juli 1942       |
| André Philip                                           | 28 juli 1942       | 9 november 1943    |
| Emmanuel d'Astier de la Vigerie                        | 9 november 1943    | 10 september 1944  |
| Ministers                                              |                    |                    |
| Adrien Tixier                                          | 10 september 1944  | 26 januari 1946    |
| André Le Troquer                                       | 26 januari 1946    | 24 juni 1946       |
| Édouard Depreux                                        | 24 juni 1946       | 24 november 1947   |
| Jules Moch                                             | 24 november 1947   | 7 februari 1950    |
| Henri Queuille                                         | 7 februari 1950    | 11 augustus 1951   |
| Charles Brune                                          | 11 augustus 1951   | 28 juni 1953       |
| Léon Martinaud-Deplat                                  | 28 juni 1953       | 19 juni 1954       |
| François Mitterrand                                    | 19 juni 1954       | 23 februari 1955   |
| Maurice Bourgès-Maunoury                               | 23 februari 1955   | 1 december 1955    |
| Edgar Faure                                            | 1 december 1955    | 1 februari 1956    |
| Jean Gilbert-Jules                                     | 1 februari 1956    | 6 november 1957    |
| Maurice Bourgès-Maunoury                               | 6 november 1957    | 14 mei 1958        |
| Maurice Faure                                          | 14 mei 1958        | 17 mei 1958        |
| Jules Moch                                             | 17 mei 1958        | 1 juni 1958        |
| Émile Pelletier                                        | 1 juni 1958        | 8 januari 1959     |

## Ministers van Binnenlandse Zaken (1959–heden)
| Minister van Binnenlandse Zaken       | Minister van Binnenlandse Zaken        | Minister van Binnenlandse Zaken | Ambtstermijn                  | Ambtstermijn      | Partij(en)     | Premier(s)                        | Kabinet(en)                         | Overige functie(s)                    |
| ------------------------------------- | -------------------------------------- | ------------------------------- | ----------------------------- | ----------------- | -------------- | --------------------------------- | ----------------------------------- | ------------------------------------- |
|                                       |                                        | Jean Berthoin (1895–1979)       | 8 januari 1959                | 29 mei 1959       | PRV            | Michel Debré (1959–1962)          | Debré                               |                                       |
|                                       | Pierre Chatenet                        | Pierre Chatenet (1917–1997)     | 29 mei 1959                   | 6 mei 1961        | O              | Michel Debré (1959–1962)          | Debré                               |                                       |
|                                       | Roger Frey                             | Roger Frey (1913–1997)          | 6 mei 1961                    | 7 april 1967      | UNR            | Michel Debré (1959–1962)          | Debré                               | .                                     |
| Georges Pompidou (1962–1968)          | Roger Frey                             | Roger Frey (1913–1997)          | 6 mei 1961                    | 7 april 1967      | UNR            | Pompidou I                        |                                     |                                       |
| Georges Pompidou (1962–1968)          | Roger Frey                             | Roger Frey (1913–1997)          | 6 mei 1961                    | 7 april 1967      | UNR            | Pompidou II                       |                                     |                                       |
| Georges Pompidou (1962–1968)          | Roger Frey                             | Roger Frey (1913–1997)          | 6 mei 1961                    | 7 april 1967      | UNR            | Pompidou III                      |                                     |                                       |
| Georges Pompidou (1962–1968)          |                                        | Christian Fouchet               | Christian Fouchet (1911–1974) | 7 april 1967      | 31 mei 1968    | UDR                               | Pompidou IV                         |                                       |
| Georges Pompidou (1962–1968)          |                                        | Raymond Marcellin               | Raymond Marcellin (1914–2004) | 31 mei 1968       | 1 maart 1974   | RI                                | Pompidou IV                         | .                                     |
| Maurice Couve de Murville (1968–1969) | Couve de Murville                      | Raymond Marcellin               | Raymond Marcellin (1914–2004) | 31 mei 1968       | 1 maart 1974   | RI                                |                                     |                                       |
| Jacques Chaban- Delmas (1969–1972)    | Chaban- Delmas                         | Raymond Marcellin               | Raymond Marcellin (1914–2004) | 31 mei 1968       | 1 maart 1974   | RI                                |                                     |                                       |
| Pierre Messmer (1972–1974)            | Messmer I                              | Raymond Marcellin               | Raymond Marcellin (1914–2004) | 31 mei 1968       | 1 maart 1974   | RI                                |                                     |                                       |
| Pierre Messmer (1972–1974)            | Messmer II                             | Raymond Marcellin               | Raymond Marcellin (1914–2004) | 31 mei 1968       | 1 maart 1974   | RI                                |                                     |                                       |
|                                       | Jacques Chirac                         | Jacques Chirac (1932–2019)      | 1 maart 1974                  | 27 mei 1974       | UDR            | Pierre Messmer (1972–1974)        | Messmer III                         |                                       |
|                                       | Michel Poniatowski                     | Michel Poniatowski (1922–2002)  | 27 mei 1974                   | 30 maart 1977     | RI             | Jacques Chirac (1974–1976)        | Chirac I                            | Minister van Staat                    |
| Raymond Barre (1976–1981)             | Michel Poniatowski                     | Michel Poniatowski (1922–2002)  | 27 mei 1974                   | 30 maart 1977     | RI             | Barre I                           |                                     | Minister van Staat                    |
| Raymond Barre (1976–1981)             |                                        | Christian Bonnet                | Christian Bonnet (1921–2020)  | 30 maart 1977     | 21 mei 1981    | UDF                               | Barre II                            |                                       |
| Raymond Barre (1976–1981)             | Barre III                              | Christian Bonnet                | Christian Bonnet (1921–2020)  | 30 maart 1977     | 21 mei 1981    | UDF                               |                                     |                                       |
|                                       | Gaston Defferre                        | Gaston Defferre (1910–1986)     | 21 mei 1981                   | 17 juli 1984      | PS             | Pierre Mauroy (1981–1984)         | Mauroy I                            | Minister van Staat                    |
| Mauroy II                             | Gaston Defferre                        | Gaston Defferre (1910–1986)     | 21 mei 1981                   | 17 juli 1984      | PS             | Pierre Mauroy (1981–1984)         |                                     | Minister van Staat                    |
| Mauroy III                            | Gaston Defferre                        | Gaston Defferre (1910–1986)     | 21 mei 1981                   | 17 juli 1984      | PS             | Pierre Mauroy (1981–1984)         |                                     | Minister van Staat                    |
|                                       | Pierre Joxe                            | Pierre Joxe (1934)              | 17 juli 1984                  | 20 maart 1986     | PS             | Laurent Fabius (1984–1986)        | Fabius                              |                                       |
|                                       | Charles Pasqua                         | Charles Pasqua (1927–2015)      | 20 maart 1986                 | 10 mei 1988       | RPR            | Jacques Chirac (1986–1988)        | Chirac II                           |                                       |
|                                       | Pierre Joxe                            | Pierre Joxe (1934)              | 10 mei 1988                   | 30 januari 1991   | PS             | Michel Rocard (1988–1991)         | Rocard I                            |                                       |
| Rocard II                             | Pierre Joxe                            | Pierre Joxe (1934)              | 10 mei 1988                   | 30 januari 1991   | PS             | Michel Rocard (1988–1991)         |                                     |                                       |
|                                       | Philippe Marchand                      | Philippe Marchand (1939–2018)   | 30 januari 1991               | 2 april 1992      | PS             | Michel Rocard (1988–1991)         |                                     |                                       |
| Édith Cresson (1991–1992)             | Philippe Marchand                      | Philippe Marchand (1939–2018)   | 30 januari 1991               | 2 april 1992      | PS             | Cresson                           |                                     |                                       |
|                                       | Paul Quilès                            | Paul Quilès (1942–2021)         | 2 april 1992                  | 29 maart 1993     | PS             | Pierre Bérégovoy (1992–1993)      | Bérégovoy                           |                                       |
|                                       | Charles Pasqua                         | Charles Pasqua (1927–2015)      | 29 maart 1993                 | 17 mei 1995       | RPR            | Édouard Balladur (1993–1995)      | Balladur                            |                                       |
|                                       | Jean-Louis Debré                       | Jean-Louis Debré (1944–2025)    | 17 mei 1995                   | 3 juni 1997       | RPR            | Alain Juppé (1995–1997)           | Juppé I                             |                                       |
| Juppé II                              | Jean-Louis Debré                       | Jean-Louis Debré (1944–2025)    | 17 mei 1995                   | 3 juni 1997       | RPR            | Alain Juppé (1995–1997)           |                                     |                                       |
|                                       | Jean-Pierre Chevènement                | Jean-Pierre Chevènement (1939)  | 3 juni 1997                   | 30 augustus 2000  | MRC            | Lionel Jospin (1997–2002)         | Jospin                              |                                       |
|                                       | Daniel Vaillant                        | Daniel Vaillant (1949)          | 30 augustus 2000              | 6 mei 2002        | PS             | Lionel Jospin (1997–2002)         | Jospin                              |                                       |
|                                       | Nicolas Sarközy                        | Nicolas Sarkozy (1955)          | 6 mei 2002                    | 31 maart 2004     | RPR (2002)     | Jean-Pierre Raffarin (2002–2005)  | Raffarin I                          | Minister voor Binnenlandse Veiligheid |
| UMP (2002–05)                         | Nicolas Sarközy                        | Nicolas Sarkozy (1955)          | 6 mei 2002                    | 31 maart 2004     | Raffarin II    | Jean-Pierre Raffarin (2002–2005)  |                                     | Minister voor Binnenlandse Veiligheid |
|                                       | Dominique de Villepin                  | Dominique de Villepin (1953)    | 31 maart 2004                 | 31 mei 2005       | UMP            | Jean-Pierre Raffarin (2002–2005)  | Raffarin III                        | Minister voor Binnenlandse Veiligheid |
|                                       | Nicolas Sarközy                        | Nicolas Sarkozy (1955)          | 31 mei 2005                   | 27 maart 2007     | UMP            | Dominique de Villepin (2005–2007) | de Villepin                         | Minister van Staat                    |
| Minister van Ruimtelijke Ordening     | Nicolas Sarközy                        | Nicolas Sarkozy (1955)          | 31 mei 2005                   | 27 maart 2007     | UMP            | Dominique de Villepin (2005–2007) | de Villepin                         |                                       |
|                                       | François Baroin                        | François Baroin (1965)          | 27 maart 2007                 | 16 mei 2007       | UMP            | Dominique de Villepin (2005–2007) | de Villepin                         | Minister van Ruimtelijke Ordening     |
|                                       | Michele Alliot-Marie                   | Michele Alliot-Marie (1946)     | 16 mei 2007                   | 23 juni 2009      | UMP            | François Fillon (2007–2012)       | Fillon I                            | Minister van Overzeese Gebiedsdelen   |
| Fillon II                             | Michele Alliot-Marie                   | Michele Alliot-Marie (1946)     | 16 mei 2007                   | 23 juni 2009      | UMP            | François Fillon (2007–2012)       |                                     | Minister van Overzeese Gebiedsdelen   |
|                                       | Brice Hortefeux                        | Brice Hortefeux (1958)          | 23 juni 2009                  | 27 februari 2011  | UMP            | François Fillon (2007–2012)       | Minister van Overzeese Gebiedsdelen |                                       |
| Fillon III                            | Brice Hortefeux                        | Brice Hortefeux (1958)          | 23 juni 2009                  | 27 februari 2011  | UMP            | François Fillon (2007–2012)       | Minister van Overzeese Gebiedsdelen |                                       |
| Fillon III                            |                                        | Claude Guéant                   | Claude Guéant (1945)          | 27 februari 2011  | 15 mei 2012    | François Fillon (2007–2012)       | UMP                                 | Minister van Overzeese Gebiedsdelen   |
| Fillon III                            | Minister voor Immigratie en Integratie | Claude Guéant                   | Claude Guéant (1945)          | 27 februari 2011  | 15 mei 2012    | François Fillon (2007–2012)       | UMP                                 |                                       |
|                                       | Manuel Valls                           | Manuel Valls (1962)             | 15 mei 2012                   | 31 maart 2014     | PS             | Jean-Marc Ayrault (2012–2014)     | Ayrault I                           |                                       |
| Ayrault II                            | Manuel Valls                           | Manuel Valls (1962)             | 15 mei 2012                   | 31 maart 2014     | PS             | Jean-Marc Ayrault (2012–2014)     |                                     |                                       |
|                                       | Bernard Cazeneuve                      | Bernard Cazeneuve (1963)        | 31 maart 2014                 | 6 december 2016   | PS             | Manuel Valls (2014–2016)          | Valls I                             |                                       |
| Valls II                              | Bernard Cazeneuve                      | Bernard Cazeneuve (1963)        | 31 maart 2014                 | 6 december 2016   | PS             | Manuel Valls (2014–2016)          |                                     |                                       |
|                                       | Bruno Le Roux                          | Bruno Le Roux (1965)            | 6 december 2016               | 21 maart 2017     | PS             | Bernard Cazeneuve (2016–2017)     | Cazeneuve                           |                                       |
|                                       | Matthias Fekl                          | Matthias Fekl (1977)            | 21 maart 2017                 | 14 mei 2017       | PS             | Bernard Cazeneuve (2016–2017)     | Cazeneuve                           |                                       |
|                                       | Gérard Collomb                         | Gérard Collomb (1947–2023)      | 14 mei 2017                   | 3 oktober 2018    | DVG (2017)     | Édouard Philippe (2017–2020)      | Philippe I                          | Minister van Staat                    |
| Philippe II                           | Gérard Collomb                         | Gérard Collomb (1947–2023)      | 14 mei 2017                   | 3 oktober 2018    | DVG (2017)     | Édouard Philippe (2017–2020)      |                                     | Minister van Staat                    |
|                                       | Gérard Collomb                         | Gérard Collomb (1947–2023)      | 14 mei 2017                   | 3 oktober 2018    | LREM (2017–18) | Édouard Philippe (2017–2020)      |                                     | Minister van Staat                    |
|                                       | Édouard Philippe                       | Édouard Philippe (1970)         | 3 oktober 2018                | 16 oktober 2018   | LR             | Édouard Philippe (2017–2020)      | Premier                             |                                       |
|                                       | Christophe Castaner                    | Christophe Castaner (1966)      | 16 oktober 2018               | 6 juli 2020       | LREM           | Édouard Philippe (2017–2020)      |                                     |                                       |
|                                       | Gérald Darmanin                        | Gérald Darmanin (1982)          | 6 juli 2020                   | 21 september 2024 | LREM (2020–22) | Jean Castex (2020–2022)           | Castex                              |                                       |
| Élisabeth Borne (2022–2024)           | Gérald Darmanin                        | Gérald Darmanin (1982)          | 6 juli 2020                   | 21 september 2024 | LREM (2020–22) | Borne I                           |                                     |                                       |
| Élisabeth Borne (2022–2024)           | Gérald Darmanin                        | Gérald Darmanin (1982)          | 6 juli 2020                   | 21 september 2024 | RR (2022–24)   | Borne II                          | Minister van Overzeese Gebiedsdelen |                                       |
| Gabriel Attal (2024)                  | Gérald Darmanin                        | Gérald Darmanin (1982)          | 6 juli 2020                   | 21 september 2024 | RR (2022–24)   | Attal                             | Minister van Overzeese Gebiedsdelen |                                       |
|                                       | Bruno Retailleau                       | Bruno Retailleau (1960)         | 21 september 2024             | heden             | LR             | Michel Barnier (2024)             | Barnier                             |                                       |
| François Bayrou (2024–heden)          | Bruno Retailleau                       | Bruno Retailleau (1960)         | 21 september 2024             | heden             | LR             | Bayrou                            | Minister van Staat                  |                                       |